# Гладіатор (фільм, 1938)
«Гладіатор» (англ. The Gladiator) — американська кінокомедія режисера Едварда Седжвіка 1938 року.

## Сюжет
Хлопець повертається в коледж і готується до вступу у футбольну команду, але команда вирішує пожартувати над ним. Йому дають наркотик, що наділяє хлопця суперсилою.

## У ролях
- Джо Е. Браун — Г'юго Kipp
- Джун Тревіс — Іріс Беннетт
- Мен Маунтін Дін — реслер
- Дікі Мур — Боббі
- Люсьєн Літтлфілд — професор Деннер
- Роберт Кент — Том Діксон
- Етель Вельс — місіс Деннер
- Дональд Дуглас — тренер Роббінс